# 한보이스
한보이스(HanVoice)는 2007년 탈북자 문제를 해결을 촉구하기 위해서 결성된 인권단체이다. 소수의 캐나다 한인 2세들로부터 시작하여 현재 수백명의 회원을 확보하고 있는 단체로 성장하였다. 한보이스는 탈북자들이 처해있는 상황의 해결을 시급한 문제로 생각하고 있다. 스스로를 돌볼 수 없는 상황에 처해 있는 사람은 사회가 돌봐야 한다는 것은 캐나다의 믿음이며, 한보이스는 그러한 믿음을 가진 캐나다인들의 목소리를 증대시키고, 이를 통하여 탈북자들의 삶에 큰 변화를 줄 수 있다고 믿고 있다.
한보이스(HanVocie)의 이름에서 한(Han)은 중의적으로 하나라는 뜻과 정서로서의 한을 함축하고 있다. 따라서 한보이스는 탈북자들이 처한 어려움을 나타내는 하나의 소리라는 의미를 가지고 있다. 한보이스의 표어는 "탈북자들을 대신하여 캐나다인을 움직이자"이다.

## 역사

### 기근
탈북자 문제는 주로 1990년대 중반 북한이 겪었던 고난의 행군부터 기인하였다. 1990년 중반 33만여명이 기아로 사망했다. 북한 사람들은 중앙배급체제에 생필품과 식량의 대부분을 의존하고 있었는데, 이 시기 홍수와 정부의 잘못된 자원 관리로 있하여 기근은 인류 역사상 최악의 사건이 되고 말았다. 이러한 상황에서 많은 북한 사람들은 이웃한 중국으로 탈출하여 식량과 물을 찾고 있는 실정이며, 이것이 탈북자 문제의 시초이다.

### 탈북자 문제
불행히도 중국은 그들의 영토에서 발견된 북한 사람들을 난민으로 인정하지 않는다. 중국정부는 탈북자들이 모든 국제법상 난민의 자격요건을 충족시킴에도 불구하고, 탈북자들을 "불법적인 경제적 사유의 이민자"으로 분류하고 있다. 결과적으로 중국에서 발견된 탈북자들은 고문과 투옥 때로는 공개처형에 처해질지도 모르는 북한으로 돌려보내고 있다. 송환을 피하기 위해서는 중국에서 대부분의 탈북자들은 숨거나 인신매매범, 현상금 사냥꾼의 처분에 놓여있는 상황이다.
이러한 위험과 어려움에도 불구하고 현재 중국 전역에는 3만명에서 40만명의 탈북자들이 있다. 이들 중 극소수만이 일부 비정부단체(NGO)나 개인들의 도움을 받아 난민들에게 호의적인 국가에 갈 수 있다. 이러한 비밀스러운 네트워크를 통하여서만 탈북자들은 대한민국, 유럽, 미국 그리고 캐나다와 같은 나라에서 안착할 수 있다.

## 한보이스의 목표
- 탈북자들의 권익을 대변한다.
- 탈북자들을 대신하여 캐나다 정부와 다른 국제 기구와의 대화의 창구를 연다.
- 비슷한 목표를 가진 다른 단체와 협력한다.
- 캐나다의 탈북자들을 돕는다.

## 과거행사
- 한보이스 결성 - 2007년 4월

한보이스는 토론토대학의 Innis Town Hall에서 다큐멘터리 필름 (Seoul Train)을 상영함으로써 공식적으로 결성하였다. 200명 이상의 사람들이 이 행사에 참여하였다. 캐나다 국무장관 Janson Kenney 가 특별손님으로 참석하여 캐나다 정부를 대신하여 연설을 하였다.
- 촛불 추모집회 - 2007년 10월

고통받고 있는 이들을 기억하고 기념하기 위해서 Mel Lastman 광장에서 열렸다. 감동적인 헌사, 공연 그리고 침묵의 순간은 대변해 줄 목소리가 필요한 탈북자들을 위한 헌신의 각오를 새롭게 해주는 계기가 되었다. 보관됨 2011-06-15 - 웨이백 머신
- 한보이스 모금행사 - 2007년 11월

한보이스의 업적을 기념하고 축하하기 위해서 Toika lounge에서 열렸다. 성공적인 행사였으며 한보이스의 노력을 위한 상당한 금액이 모금되었다.
- 토의 포럼 - 2008년 2월

유관 단체들, 난민 전문 변호사, 이민자 모임들 그리고 지역단체에서 관심을 가진 회원들과 탈북자 관련 문제를 토의하였다.
- 한보이스와 Kollaboration - 2008년 3월

재미 한인 교포들의 장기자랑 행사 Kollaboration에서 Reveal '08 행사에 관한 관심도를 높히기 위해서 "어떻게 생명을 구할 것인가?"라는 비디오를 상영을 하였다. 
- Reveal '08 캠페인 시작 - 2008년 3월

객원 연사 Tim A. Peters와 정치인, 언론인, 학생 단체, 시민단체를 청중으로 하여 한보이스는 Reveal '08 캠페인을 시작하였다.
- 거리의 외침 - 2008년 8월

다수의 한보이스 회원들이 그들의 음악적 재능을 선보이며 분주한 토론토 거리에서 탈북자들의 상황을 시민들에게 알리기 위한 정보를 담은 팜플렛을 나눠주는 행사를 하였다.
- 촛불추모집회와 행진 - 2008년 9월

토론토의 하얀밤(Nuit Blanche) 행사날, 한보이스는 시민들에게 탈북자 사태를 알리기 위해서 침묵속에서 피켓을 들고 거리를 행진하며 촛불을 들고 퀸즈파크에서 집회를 가졌다.